# الأمانة العامة للحكومة (المغرب)
الأمانة العامة للحكومة هي وزارة مغربية تأسست بعد استقلال المغرب في 10 ديسمبر سنة 1955. يتواجد على رأسها أمين عام للحكومة الذي له رتبة وزير مما يخوله لممارسة صلاحيات الوزراء ويتزعم المنصب حالياً محمد الحجوي. تكمن المهمة الأساسية للوزارة في تأمين حسن سير العمل الحكومي وتقع على عاتقها مسؤولية مواكبة كل مشروع نص قانوني منذ مرحلة إعداده إلى حين صدوره بالجريدة الرسمية.

## الهيكل التنظيمي
تشتمل الأمانة العامة للحكومة بالإضافة إلى ديوان الأمين العام للحكومة على:
- الكتابة العامة
- المفتشية العامة للمصالح الإدارية
- المديرية العامة للتشريع والدراسات القانونية وتضم:

- مديرية التشريع والتنظيم
- مديرية الدراسات والأبحاث القانونية
- مديرية الترجمة والتوثيق والتدوين

- مديرية المطبعة الرسمية
- مديرية الجمعيات الرسمية
- مديرية المهن المنظمة والهيئات المهنية
- مديرية الشؤون الإدارية والمالية

## قائمة الوزراء
| الوزير | الوزير | الوزير          | الحزب | الحزب                | تواريخ العهدة  | تواريخ العهدة  |
| ------ | ------ | --------------- | ----- | -------------------- | -------------- | -------------- |
| 1      |        | محمد أبا حنيني  |       | حزب الإصلاح والتنمية | 10 ديسمبر 1955 | 20 نوفمبر 1972 |
| 2      |        | عباس القيسي     |       | مستقل                | 20 نوفمبر 1972 | 14 ماي 1973    |
| 3      |        | امحمد بن يخلف   |       | مستقل                | 14 ماي 1973    | 10 أكتوبر 1977 |
| 4      |        | عبد الصادق ربيع |       | مستقل                | 11 نوفمبر 1993 | 12 غشت 2008    |
| 5      |        | إدريس الضحاك    |       | مستقل                | 12 غشت 2008    | 5 أبريل 2017   |
| 6      |        | محمد الحجوي     |       | مستقل                | 5 أبريل 2017   | الآن           |